# Поплавка, Ярослав Игоревич
Ярослав Игоревич Поплавка (укр. Ярослав Ігорович Поплавка; 16 октября 1992, Знаменка, Кировоградская область, Украина) — украинский футболист, защитник

## Биография
Ярослав Поплавка родился 16 октября 1992 года в городе Знаменка Кировоградской области. С 2007 по 2009 годы выступал в составе александрийского «Аметиста-2001» в Детско-юношеской футбольной лиге Украины. Затем защищал цвета ряда клубов, выступавших в чемпионате Кировоградской области. Перед началом сезона 2011/12 годов присоединился к футбольному клубу «Александрия», которая выступала в Премьер-лиге, но из-за высокой конкуренции в главную команду пробиться так и не смог, при этом в первенстве дублёров за александрийцев отыграл 16 матчей. С 2013 по 2015 года выступал в составе петровских команд «Буревестник», «Агрофирма „Пятихатская“» и «Ингулец». Перед началом сезона 2015/16 годов присоединился к составу херсонского Кристала.
В 2017 году стал игроком клуба «Днепр-1». В составе команды провёл сезон, в котором стал победителем своей группы второй лиги и клуб завоевал право на повышение в классе. Летом 2018 года стал игроком кропивницкой «Звезды»

## Достижения
- Серебряный призёр второй лиги чемпионата Украины: 2017/18